# إميلي جاسر
إميلي جاسر هي فنانة ومخرجة أفلام، فلسطينية، ولدت في بيت لحم عام 1972. انتقلت جاسر في حياتها بين ثلاث محطات: المملكة العربية السعودية، حيث أمضت طفولتها، روما في إيطاليا حيث أتمت المرحلة الثانوية هناك، ثم كلية ممفيس للفنون في الولايات المتحدة الأمريكية بدرجة في الفن. تمضي جاسر حياتها بين روما في إيطاليا ورام الله في فلسطين. عملت اميلي في وظائف متعددة في وسائل الإعلام مثل التصوير الفوتوغرافي، التركيب، فن الأداء، الڤيديو والصوت والكتابة.شاركت في معارض على نطاق واسع في كلٍّ من الأمريكتين، أوروبا، وفي الشرق الأوسط منذ عام 1994، وأقامت معارض فردية في كلٍ من نيويورك، لوس أنجلوس، بيروت، رام الله، لندن ولينتس. نشطت جاسر في بناء المشهد الفني في رام الله منذ عام 1999، وعملت في العديد من المنظمات مثل مؤسسة القطان، مؤسسة المعمل و‌مركز السكاكيني الثقافي. شاركت في العديد من المشاريع والفعاليات مثل معرض بيرزيت للفن الواقعي، وكانت أول من أقام المهرجان الدولي للڨيديو في رام الله عام 2002.قامت جاسر برعاية مجموعة مختارة من الأفلام القصيرة مثل سينيما الثورة الفلسطينية (1968-1982) التي قامت بجولة في عام 2007. وفي الفترة (2000-2002) قامت برعاية برامج العديد من الأفلام العربية في نيويورك مع ألوان للفنون من ضمنها مهرجان الفيلم الفلسطيني الأول عام 2002. عملت كأستاذ متفرغ في الأكاديمية الفلسطينية الدولية للفنون في الطليعة منذ فتحت أبوابها عام 2006، وعملت أيضاً في المجلس الأكاديمي في الفترة من 2006 حتى 2012. رأست جاسر العام الأول من برنامج مساحة العمل «أشكال ألوان» في بيروت (2011-2012) وقامت بتأليف المناهج والبرامج بعد أن قضت عام التأسيس في لجنة تطوير المناهج (2010-2011).

## مشاركاتها الأخيرة في التحكيم
2010 : المجلس الاستشاري سيفيتيلا، إيطاليا
2010 : جائزة الفنان الشاب، مؤسسة عبد المحسن القطان، رام الله
2012 :Cda- مشاريع منحة البحوث الفنية والإنتاج، إسطنبول، تركيا
2012 : لجنة تحكيم مهرجان برلين للأفلام القصيرة، ألمانيا
2012 : سينما XXI ، لجنة تحكيم مهرجان روما السينمائي، إيطاليا
2014 : مهرجان «رؤى الواقع» الدولي للسينما، نيون، سويسرا

## الجوائز
- في 17أكتوبر2007 ، فازت جاسر بجائزة الأسد الذهبي للفنانين تحت سن الـ40 ('Leone d'Oro a un artista under 40') في دورتها الـ52 في بينالي البندقية لأعمالها عن موضوع المنفى بشكلٍ عام والقضية الفلسطينية بشكلٍ خاص. بعيداً عن موضوع الغربة، العمل في المعرض في الجناح المركزي في جيارديني وسع التلاقي بين السينيما والسرد والصوت والتوثيق الأرشيفي.".[7][8][9]
- في عام 2007، فازت جاسر بجائزة الأمير كلاوس، وهي جائزة سنوية من صندوق الأمير كلاوس للثقافة والتنمية، لاهاي، والذي وصف جاسر بأنها "فنانة موهوبة بشكل استثنائي، تعمل بجد في عرض الآثار المترتبة على الصراع.[10]
- فازت بجائزة بوس هوغو عام 2008 من قبل مؤسسة سولومون آر جوجنهايم. وأشارت لجنة التحكيم أنها فازت بالجائزة لصرامة المفاهيم المستندة إلى تركيب التصوير الفوتوغرافي والفيديو والأداء، ولأعمالها التي تشهد على الثقافة التي مزقتها الحرب والهجرة. وكعضو في الشتات الفلسطيني، قالت أن لها تعليقات حول قضايا التنقل (أو عدمه) وأزمات الحدود، وفقدان الذاكرة التاريخية من خلال المشاريع التي كشفت كل القصص والخبرات الجماعية.[11]
- فازت بجائزة ألبرت للفنون في الفنون البصرية عام 2011.

## أهم أعمالها

### نصب تذكاري ل418 من القرى الفلسطينية المحتلة من قبل إسرائيل في عام 1948، المدمرة، خالية من السكان.(2001)
نصب تذكاري خفيف يمكن نقله لـ418 قرية فلسطينية تقاوم الدعاوى الباطلة لإغلاقها. وليس النصب تعليمياً، ولكنه شهادةٌ مرهفةٌ ومؤلمة للمأساة التي يجب أن نعالجها، ونتوجع ونتفجع عليها.

### من حيث أتينا (2001-2003)
جاسر-التي تحمل جواز سفر أمريكي- سألت أكثر من 30 فلسطيني ممن يعيشون داخل الأراضي المحتلة أو بالخارج، إن أردت أن أفعل أي شيءٍ لأجلكم، في أي مكانٍ في فلسطين، ماذا سيكون هذا الشيء؟ وقالت بأنها جمعت الردود ونفذتها في فيلم تتحقق فيه كل أمنياتهم، وأظهرت النتائج الموثقة في نيويورك إشادة نقاد عظماء ب«من حيث أتينا» ووصفوه أنه الأفضل حتى الآن. تم الحصول على العمل من متحف سان فرانسيسكو للفن الحديث والذي أضاف كلاماً إلى عمل جاسر.

### اجتياز سردة (2003)
اجتياز سدرة (تسجيل الذهاب والإياب من العمل) قامت جاسر بتصويره بعد أن أخافها جندي إسرائيلي ووضع بندقية إم16 في مكان تعبدها. وقالت جاسر أنها صورت قدميها بجوار نقطة تفتيش، وقالت أنها لو لم تشعر بالتهديد المباشر في ذلك اليوم لما وجدت «اجتياز سدرة».
البوابات (2004)

### تراكمات (2005)
استقراء ماهر لجاسر لقضية الهوية من تفاصيل تجربتها وتجديدها وتوسيعها لما يمكن تسميته الفن المفاهيمي الكلاسيكي، وهو أمرٌ مثيرٌ للإعجاب.

### مادة من أجل فيلم (2005 ومستمر)
مادة من أجل فيلم (2005 ومستمر) هو نقلة كبيرة لقضية الهوية التي تبنتها جاسر، تبنت فيه قضية اغتيال وائل زعيتر، وائل زعيتر هو مثقف وأديب فلسطيني عاش في روما واغتيل هناك على يد عملاء إسرائيليين عرفوا بالخطأ بمشاركته في عملية ميونخ التي تم فيها اغتيال الرياضيين الإسرائيليين في أالألعاب الأولمبية 1972 في ميونخ. تضمن التجهيز مجموعة صور فوتوغرافية، كتب، موسيقى، رسائل وبرقيات، أعداد من المجلة الإيطالية «الثورة الفلسطينية» (Rivoluzione Palestinese) التي كان لوائل مساهمات فيها، المشهد القصير الذي أداه وائل في فيلم النمر الوردي، ليضفي الحياة على مكانٍ لم يعد فيه.
جاسر شخصية هادئة، وفنانة عالمية متجددة، في أقل من عقدٍ في مهنتها، تبين لها رفض مديرها فرص حقيقية للنفوذ قدمت لها، عملت في بداياتها كمعنونة في (New york stage)، وكانت هذه بداية علاقتها بالإعلام. الشخصية الوحيدة التي ركزت عليها في معرضها هي شخصية وائل زعيتر، المفكر الفلسطيني الذي اغتيل على يد عملاء الموساد الإسرائيلي في أعقاب مقتل 11 رياضي إسرائيلي وضابط شرطة ألماني من قبل جماعة أيلول الأسود في دورة ميونخ للألعاب الأولمبية في سبتمر 1972.
انتقد «هوارد هالي» في جزءٍ من مقالٍ له في مجلة تايم آوت نيويورك (Time Out) إعطاء جائزة عالمية مرموقة في الفن المعاصر لهذا العمل، وقال أن هناك تساهلاً في إعطاء إميلي هذه الجائزة، وأنه يشعر بالأسف حيال ذلك.
وفي نقدٍ آخر، قال «كين جونسون» في صحيفة نيويورك تايمز (نيويورك تايمز) أنه إن كان آخر ما تريده جاسر من عملها الاستمالة نحو القضية الفلسطينية فسيفقد هذا العمل شعبيته بعد وقتٍ قصير.
- إميلي جاسر: «مادة من أجل فيلم»: تصوير وائل زعيتر (الجزء 1)، التجهيز في عام 2007، لا بينالي فينيسيا.
- إميلي جاسر: «مادة من أجل فيلم»: ا لأداء (الجزء 2)، 16 يوليو 2007، الانتفاضة الالكترونية.
- نجوان درويش: مادة من أجل فيلم، إميلي جاسر: تحية مستمرة وانتقام فني لوائل زعيتر.

### حافلة الرجوع رقم 23 على شارع القدس -الخليل التاريخي (2006)
إميلي جاسر، قصة مصورة: حافلة الرجوع رقم 23 على شارع القدس -الخليل التاريخي، 15 ديسمبر 2006، الانتفاضة الالكترونية (رابط بديل:)

### ستاسيون (2009)
في 2009، شاركت جاسر في الجناح الفلسطيني في بينالي البندقية، وأقامت هناك مشروع العام في مواقع محددة من البندقية، ولكن السلطات في البندقية رفضت مشروع جاسر وأغلقته.
لوحظ عرض عمل إيميلي «فلسطين من البندقية» خارج الموقع الرسمي المحدد لبينالي البندقية. العمل الفني ستاسيون عرض كل أرصفة الطريق 1 - في فبريانو الذي يمتد أعلى وأسفل القناة الكبرى - للباص المائي وعرضت عليه كل أسماء مناطق التوقف باللغة العربية والإيطالية. قُدّمت النماذج بالأحجام الطبيعية، ولقى العمل موافقة كلٍّ من بينالي البندقية والمجلس وشركة فبريانو التي تدير الطريق 1، ولكن فجأة اكتشفت أن الشركة تلقت ضغوطاً واضطرت لإيقاف المشروع لأسباب سياسية.
ستاسيون التخيلي لإميلي جاسر (2008-2009) يمتد على طريق الباص المائي 1 - في فبريانو الذي يمتد على طول القنال الكبير- بدايةً من ليدو متجهاً إلى ميدان روما، يتنقل من خلاله الجماهير من محطة إلى أخرى، والمحطات جمعت بين الأسماء الإيطالية لمحطات فبريانو وبعض النصوص بالعربية. وحسب التفسير الفني، فإن هذا العمل يعكس التأثير الكبير والتبادل الذي حدث بين العرب وإيطاليا عبر التاريخ، سواءً كان في المعمار، التصنيع، الشحن والتصدير، وبعض الكلمات العربية التي تم تبادلها وإضافتها إلى لهجة البندقية في مثل هذه الأنشطة مثل: ديوان (divan)، دمشقي (dimasco) وغيرها.

### دار يوسف نصري جاسر للفنون والبحوث
الدار هي مساحة متعددة الأوجه يديرها فنانون للتبادلات والأبحاث الفنية والتعليمية والثقافية والزراعية وتقع في بيت لحم. أسستها إميلي جاسرفي عام 2014 مع آن ماري جاسر ويوسف نصري جاسر مؤسسين مشاركين.

## المتاحف
- المتاحف حيث عرضت أعمال لها:
- قصر ديل Papesse في سيينا، إيطاليا، NELLA موسترا 'خطأ النظام: الحرب هي القوة التي تعطينا معاني "
- مركز خليل السكاكيني الثقافي في رام الله
- متحف الفن الحديث في أكسفورد
- متحف الفن الحديث في نيويورك
- متحف الفن الحديث في سان فرانسيسكو
- متحف ويتني للفن الأميركي
- متحف هيسيل CCS للفن المعاصر في كلية بارد
- متحف هربرت جونسون للفنون في جامعة كورنيل
- معرض وايت تشابل
- معرض الكسندر وبونين الذي يعرض أعمالها بشكل رئيسي في الولايات المتحدة مدينة نيويورك (212.367.7474)

## بيناليات
البيناليات (المعارض) الدولية التي عرضت فيها أعمالها:
- 2013 بينالي البندقية في البندقية، إيطاليا.
- دوكومنتا (13) | 2012 في كاسل، ألمانيا.
- 2011 بينالي البندقية في البندقية، إيطاليا.
- 2011 بينالي الشارقة في الشارقة، الإمارات العربية المتحدة.
- 2009 بينالي البندقية في البندقية، إيطاليا.
- 2007 بينالي البندقية في البندقية، إيطاليا، حيث منحت جائزة الأسد الذهبي للفنانين تحت سن الأربعين.
- 2006 بينالي سيدني في سيدني، أستراليا.
- 2005 بينالي البندقية في البندقية، إيطاليا.
- 2005 بينالي الشارقة في الشارقة، الإمارات العربية المتحدة.
- 2004 بينالي ويتني في متحف ويتني للفن الأميركي في مدينة نيويورك، الولايات المتحدة الأمريكية.
- 2004 بينالي غوانغجو في غوانغجو، كوريا.
- 2003 بينالي إسطنبول في إسطنبول، تركيا.

## المقالات (قائمة جزئية)
- كيرستي بيل، بلد آخر، أبريل 2008، إفريز
- تقريرالانتفاضة الالكترونية: منح الفنانة إميلي جاسر جائزة الأسد الذهبي المرموقة.[20]
- TJ ديموس، «إميلي جاسر: ما وراء الشعر»، وجائزة هوغو بوس 2008 (نيويورك: متحف غوغنهايم، 2008).
- إميلي جاسر، انطون سنكواش، أوز شليك: «صرخة اعتداء» لمقاطعة كل المؤسسات الفنية الإسرائيلية،7 أبريل 2002، أخبار إمبراطورية إسرائيل.
- إميلي جاسر، كلمات علي لا بوانت وزينة في شوارع نيويورك ، 28 يوليو 2006، الانتفاضة الالكترونية.
- إميلي جاسر، قصه شقيقتين شهدتا عملية إسرائيل السرية في رام الله (2) ، 15 نوفمبر 2006، الانتفاضة الالكترونية.
- إميلي جاسر، ثورة السينما الفلسطينية تصل إلى مدينة نيويورك ، 16 فبراير عام 2007، الانتفاضة الالكترونية.